# Anton Wilhelm Brøgger
Anton Wilhelm Brøgger, född 11 augusti 1884, död 29 augusti 1951, var en norsk arkeolog och politiker. Han var son till geologen Waldemar Christopher Brøgger, far till författaren Waldemar Christoffer Brøgger, farfar till socialantropologen Jan Brøgger.
Brøgger doktorerade 1909, och var därefter konservator vid Stavanger museum 1909-1913, och var anställd vid Universitetets oldsaksamling i Oslo 1913-15. År 1915 blev han professor i arkeologi och samtidigt föreståndare för universitetets oldsaksamling. 
Redan i unga år framträdde Brøgger som en viktig arkeologisk författare och publicerade en rad betydande verk, främst om Norges stenålder, såsom Øxer av Nöstevettypen (1905), Norges vestlands stenalder (1907) och Den arktiske stenalder i Norge (1909).
Under sin tid i Stavanger studerade han även områdets historia, något som blev till arbetet Stavangers historie i middelalderen (1915). Till övriga viktiga arbeten hör flera viktiga kapitel i publikationen Osebergfundet, Ertog og öre 1921 och Det norske folk i oldtiden (1925).
Under andra världskriget blev han inspärrad av den Tyska ockupationsmakten när han hävdade sitt universitets oberoende. 